# Heimaey
Heimaey (/ˈheiːmaˌeiː/) est une île d'Islande d'une superficie de 13,4 km2, la plus grande des îles Vestmann et du pays. Elle est située à sept kilomètres au large de la côte méridionale de l'Islande. C'est la seule île des îles Vestmann à être habitée, avec 4 045 habitants en 2008.

## Géographie
Heimaey est une île située au sud-ouest de l'Islande. D'une superficie de 13,4 km2, c'est la principale des îles Vestmann.
Avec environ 4 500 personnes qui y vivent à l'année, c'est aussi la seule habitée de l'archipel.

## Histoire
La première personne à avoir bâti une ferme sur cette île est Herjólfur Bárðarson, à Herjólfsdalur, en français « Vallée de Herjolf ». Les ruines de sa ferme ont été découvertes en 1971.
En 1627, trois bateaux de l'Empire ottoman pillent plusieurs villes du sud de l'Islande, notamment Grindavík. Ils s'attaquent aussi aux îles Vestmann d'où ils emmènent 242 Islandais pour les vendre aux marchés d'esclaves. Parmi eux Guðríður Símonardóttir, connue sous le nom de Tyrkja-Gudda et venant de Heimaey, a été vendue dans un marché d'esclaves en Algérie. Elle est ensuite revenue en Islande via la Tunisie, l'Italie et le Danemark. Elle se maria ensuite avec un poète islandais, Hallgrímur Pétursson, poète qui a donné son nom à la Hallgrimskirkja, la cathédrale emblématique de Reykjavik.
Le 23 janvier 1973, dans la matinée, le volcan Eldfell entre en éruption. Les 5 000 habitants que comptait l'île à cette époque sont évacués, notamment sur des bateaux de pêche qui avaient été retenus au port la veille du fait d'une tempête. L'éruption n'a fait qu'un seul mort. La coulée de lave menace de détruire le port qui est la vie du village et de ses habitants, mais il put être sauvé. Un tiers de la ville fut cependant détruite. La majorité des habitants ont réintégré l'île une fois que l'éruption s'est terminée.
Également, situé à l'ouest-nord-ouest de l'ile, a été créé le phare des Þridrangar, souvent décrit comme le phare le plus isolé du monde.

## Galerie

Carte de Heimaey.
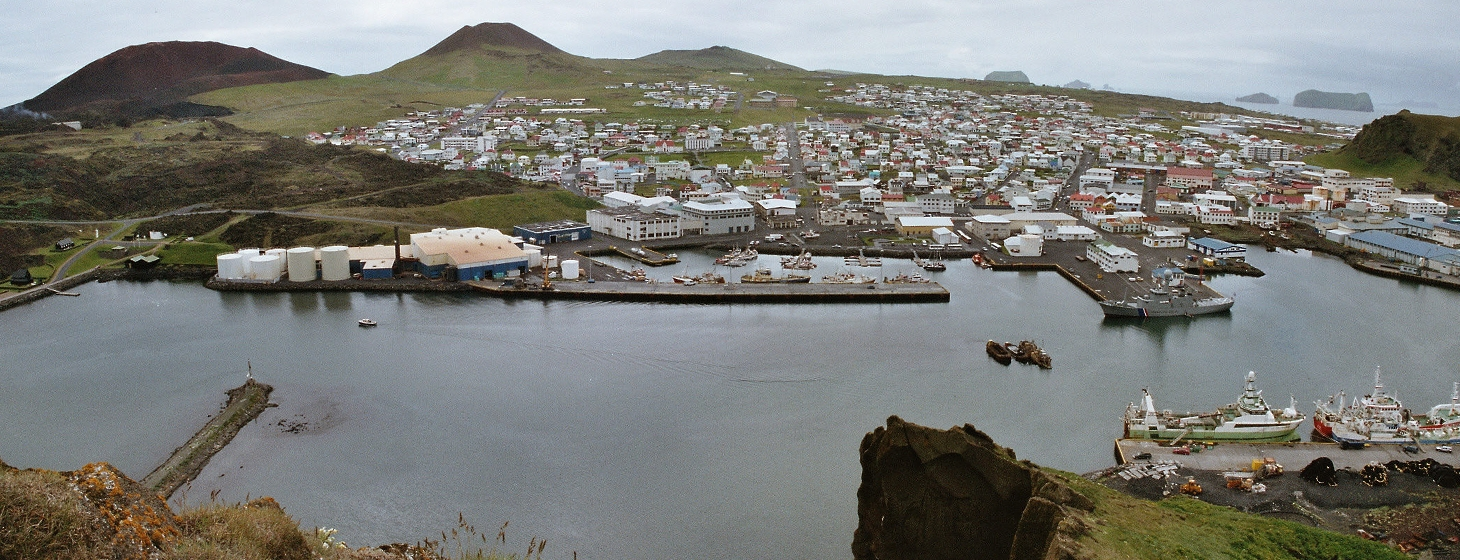
Heimaey vu vers le sud depuis Heimaklettur avec les volcans Eldfell et Helgafell à gauche et le port au premier plan.
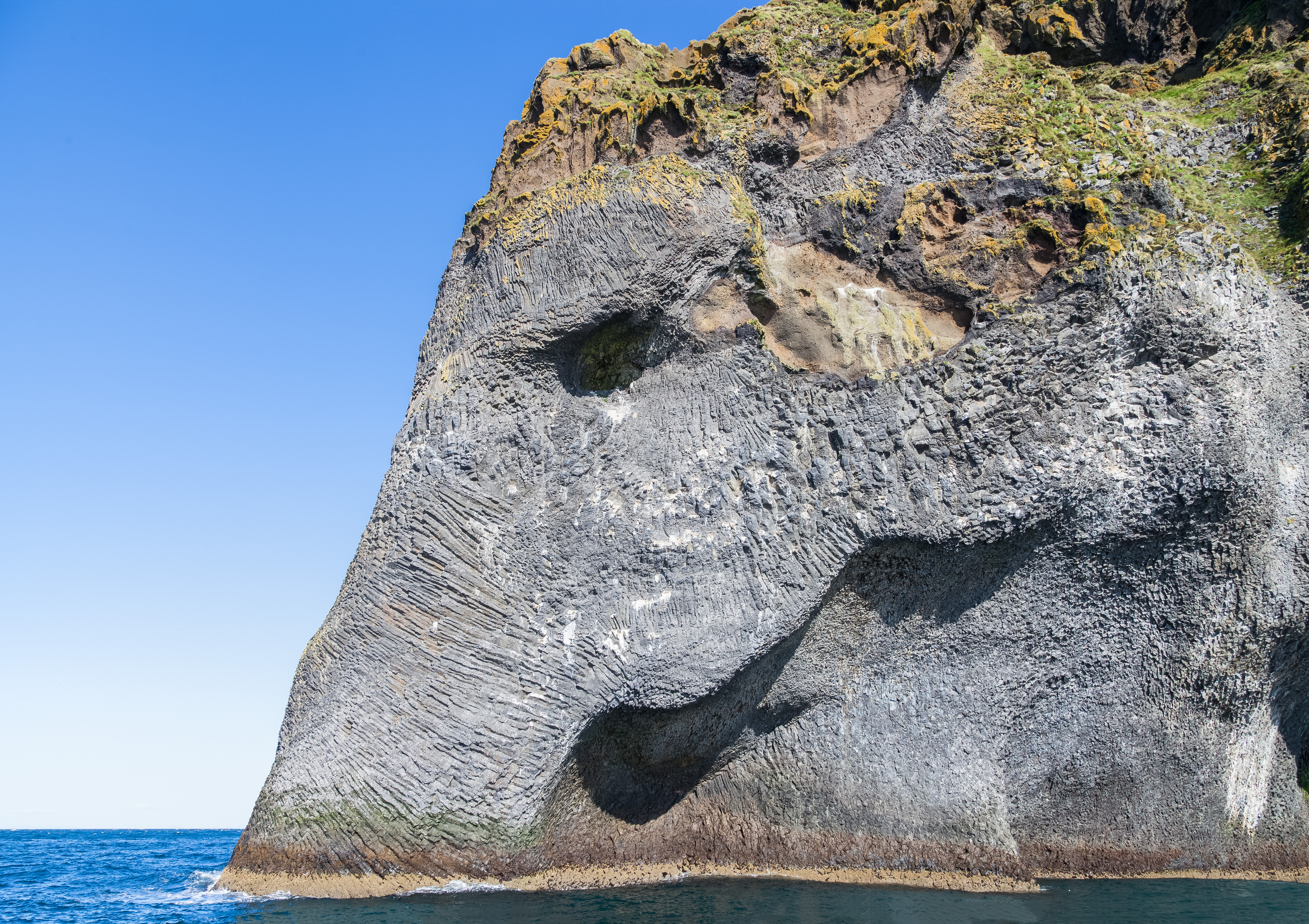
Roche de l'éléphant.
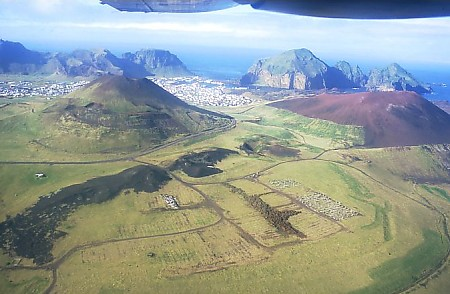
Vue aérienne de Heimaey avec l'Helgafell (à gauche), l'Eldfell (à droite) et sa fissure volcanique au premier plan.

## Personnalités liées à l'île
- Guðríður Símonardóttir (1598-1682) : l'une des 242 personnes enlevées lors du raid barbaresque de 1627 à Heimaey, et l'une des rares qui pourra rentrer en Europe après le paiement de sa rançon.
- Sólveig Anspach (1960-2015) : réalisatrice de films, née à Heimaey.
- Guðlaugur Friðþórsson (né le 24 septembre 1961) : marin islandais ayant regagné Heimaey après avoir nagé six kilomètres à la suite du naufrage de son navire.